# Seldovia
Seldovia è una città degli Stati Uniti d'America, situata nel Borough della Penisola di Kenai, nello Stato dell'Alaska.